# Paragrafy na kolech
Paragrafy na kolech je devítidílný československý televizní seriál – cyklus soudniček z let 1984–1989, které spojuje překračování zákona a hledání mezer mezi paragrafy v přímé i nepřímé spojitosti s automobilismem.
V jednotlivých epizodách se herci různě opakují, ale pokaždé představují jinou roli. Pouze Miloš Kopecký v každém díle, v kterém účinkuje, zastává postavu advokáta. 

## Seznam epizod
Při premiéře dělily jednotlivé díly velké časové odstupy. Díly jsou seřazeny podle reprízy z roku 2011, kdy byly odvysílány s týdenní periodicitou.

### Sousedé
(natočeno 1984, premiéra 18. května 1985, 34 minut)
| Miloš Kopecký     | advokát JUDr. Emil Kulovaný |
| Ladislav Křiváček | hajný Pepa Šmudla           |
| Iva Janžurová     | Antonie Šmudlová            |
| Zdeněk Řehoř      | Hynek Vorel                 |
| Laďka Kozderková  | Irena Vorlová               |
| Vladimír Krška    | předseda soudu              |
| Rostislav Kuba    | příslušník VB               |

### Kamarádi
(natočeno 1985, premiéra 22. března 1986, 27 minut)
| Josef Bek         | advokát JUDr. J. Pravda |
| Jiří Císler       | Alois Tintítko          |
| Ladislav Křiváček | Václav Lamželezo        |
| Laďka Kozderková  | jeho manželka           |
| Iva Janžurová     | předsedkyně soudu       |
| Vladimír Krška    | přísedící u soudu       |
| Rostislav Kuba    | příslušník VB           |
| Karel Hábl        | MUDr. I. Zajíček        |

### Stopařka
(natočeno 1985, premiéra 10. listopadu 1987, 38 minut)
| Miloš Kopecký     | advokát JUDr. Emil Kulovaný           |
| Simona Stašová    | Vladimíra Vypečená, stopařka          |
| Jiřina Bohdalová  | Vladimíra Vypečená starší, její matka |
| Ladislav Křiváček | hajný Vypečený, její otec             |
| Vladimír Krška    | František Zlámal, obviněný            |
| Oldřich Kaiser    | Dežo "Marcello" Čonka, násilník       |
| Miriam Kantorková | cikánka                               |
| Rostislav Kuba    | příslušník VB                         |
| Jan Teplý         | náčelník VB                           |

### Střepy pro štěstí
(natočeno 1986, premiéra 16. září 1987, 41 minut)
| Miloš Kopecký     | advokát JUDr. Emil Kulovaný      |
| Jiří Císler       | Arnošt Zoufalý, hlavní podvodník |
| Iva Janžurová     | Regina Zoufalá, jeho žena        |
| Jan Kuželka       | Sirovátko, druhý podvodník       |
| Zdena Sajfertová  | Slávina Sirovátková              |
| Marie Rosůlková   | Evženie Truchlá, poškozená       |
| Jiřina Bohdalová  | předsedkyně soudu                |
| Vladimír Hrabánek | příslušník VB                    |

### Smolař
(natočeno 1987, premiéra 4. srpna 1988, 32 minut)
| Jana Štěpánková   | advokátka               |
| Oldřich Navrátil  | Zdeněk Pondělíček       |
| Rostislav Kuba    | Středa, zloděj          |
| Zdena Sajfertová  | žena v plaveckém bazénu |
| Ladislav Křiváček | plavčík                 |

### Fígl
(natočeno 1988, premiéra 31. prosince 1988, 42 minut)
| Miloš Kopecký     | advokát                           |
| Jiří Císler       | Pepan                             |
| Luděk Sobota      | Tonda                             |
| Ladislav Křiváček | hostinský Arnošt                  |
| Iva Janžurová     | manželka hostinského              |
| Barbora Štěpánová | servírka Bláža, dcera hostinského |
| Rostislav Kuba    | Rosťa                             |

### Vrata
(natočeno 1988, premiéra 29. března 1989, 29 minut)
| Miloš Kopecký     | advokát JUDr. Karel Kulovaný |
| Jiří Císler       | Číča Loudil                  |
| Jiřina Bohdalová  | Evženie Loudilová, jeho žena |
| Ladislav Křiváček | rybář Alois                  |
| Iva Janžurová     | jeho manželka Božena         |

### Děti k pohledání
(natočeno 1989, premiéra 12. února 1990, 31 minut)
| Miloš Kopecký    | advokát                                       |
| Václav Kotva     | Vojta Neškudla                                |
| Jiřina Bohdalová | Neškudlová, jeho snacha                       |
| Iva Janžurová    | Helena Nováková rozená Neškudlová, jeho dcera |
| Ferdinand Krůta  | Tonda Zelený                                  |

### Šampáňo
(natočeno 1989, premiéra 22. prosince 1989, 30 minut)
| Miloš Kopecký    | advokát JUDr. Kulovaný           |
| František Husák  | Jiří Zahálka                     |
| Iva Janžurová    | jeho manželka                    |
| Ludmila Molínová | Jitřenka Loubalová, jeho milenka |
| Zdeněk Srstka    | pracovník na záchytce            |